# Strzelbice
Strzelbice (ukr. Стрільбичі) – wieś w rejonie samborskim (wcześniej w rejonie starosamborskim) obwodu lwowskiego Ukrainy. Wieś liczy około 1700 mieszkańców. Leży nad rzeką Jabłońka. Jest siedzibą silskiej rady. Pierwsza wzmianka o wsi pochodzi z 1495.
Wieś należała do ekonomii samborskiej, Strzelbica położona była na przełomie XVI i XVII wieku w powiecie samborskim ziemi przemyskiej województwa ruskiego, w 1565 roku odłączona z ekonomii samborskiej dla ratowania żupy solnej przemyskiej. 
W 1921 r. liczyła około 1578 mieszkańców. Przed II wojną światową należała do powiatu starosamborskiego.

## Ważniejsze obiekty
- Cerkiew greckokatolicka z 1851 r.